# 彼得拉佩尔齐亚
彼得拉佩尔齐亚（義大利語：Pietraperzia），是意大利恩纳省的一个市镇。总面积117平方公里，人口7271人，人口密度62.1人/平方公里（2009年）。ISTAT代码为086015。